# Örkény István drámaírói ösztöndíj
Az Örkény István drámaírói ösztöndíj irodalmi ösztöndíj, amelynek gondozója és meghirdetője kezdetben minden évben az Országos Színháztörténeti Múzeum és Intézet (OSZMI) volt, 2021-től az ösztöndíjat a Petőfi Irodalmi Múzeum gondozza. A pályázat szakmai lebonyolításában a Petőfi Irodalmi Múzeum felkérésére az OSZMI vesz részt. Az ösztöndíjak odaítéléséről szakmai kuratórium dönt, melybe tagokat delegál a Petőfi Irodalmi Múzeum, a Színház- és Filmművészeti Egyetem, a Magyar Színházi Társaság, a Magyar Teátrumi Társaság, a Magyar Művészeti Akadémia, valamint a Kulturális és Innovációs Minisztérium. 
Az ösztöndíj célja a pályakezdő drámaírók támogatása, illetve segíteni az új magyar színművek létrejöttét, valamint lehetőséget biztosítani azon fiatal (40 év alatti) drámaírók részére, akik eddigi irodalmi vagy színházi munkájukkal igazolták vonzódásukat a műnemhez. 
Az ösztöndíj 12 hónapra szól, és legfeljebb három alkalommal nyerhető el. Díjazása 2022-ben havi bruttó 200 000 Ft volt.

## A 2024-es díjazottak
- Száz Pál: A mi kis jéerdénk (teljes ösztöndíj)
- Pinthér Anna: Pedig ez halálosan komoly dolog (teljes ösztöndíj)
- Darvasi Áron: Rigó (megosztott ösztöndíj)
- Fehér Gáspár: Fogadalom (megosztott ösztöndíj)
- Márfi Márk: Testvér (megosztott ösztöndíj)
- Varga Máté Dániel: Mindenki otthon van (megosztott ösztöndíj)

## A 2023-as díjazottak
- Hernyák Zsóka: Azután elhallgat
- Markó Róbert: Hét magyar
- Szilágyi Bálint: Akt
- Varga-Amár Rudolf: Ölelésben elaludni

## A 2022-es díjazottak
- Kovács Viktor: Amit akartunk
- Szegedi Melinda: A kurzus
- Németh Nikolett: Mire felébredtem (megosztott ösztöndíj)
- Péter Beáta: A Csillagszálló lakója (megosztott ösztöndíj)
- Márfi Márk: Szarvasvér – zötyögés eladásig (megosztott ösztöndíj)

## A 2021-es díjazottak
- Darvasi Áron: Sündisznótánc
- Horváth János Antal: Csak egy kis munka
- Kondacs Gergely Pál: Bunker
- Szabó Róbert Csaba: Szeptember végén

## A 2020-as díjazottak
- Berettyán Nándor
- Horváth János Antal
- Komán Attila
- Lénárd Róbert
- O. Horváth Sári
- Péter Beáta
- Pétervári Zsolt
- Szivák-Tóth Viktor

## A 2019-es díjazottak
- Bíró Bence
- Formanek Csaba
- Horváth János Antal (megosztva)
- Németh Nikolett
- Szabó Iván (megosztva)

## A 2018-as díjazottak
- Cziglényi Boglárka (megosztva)
- Formanek Csaba
- Kemény Lili (megosztva)
- Pass Andrea
- Znajkay Zsófia

## A 2017-es díjazottak
- Császi Ádám (megosztva)
- Dávid Ádám
- Fazekas Máté
- Körmöczi-Kriván Péter (megosztva)
- Terék Anna

## A 2016-os díjazottak
- B. Török Fruzsina
- Bencsik Orsolya
- Pass Andrea
- Szabó Iván
- Závada Péter[7]

## A 2015-ös díjazottak
- Baráth Katalin
- Bartók Imre
- Lázár Balázs
- Székely Csaba
- Urbán Nóra[8]

## A 2014-es díjazottak
- Falussy Lilla
- Juhász Kristóf
- Mikó Csaba[9]

## A 2013-as díjazottak
- Krusovszky Dénes
- Lanczkor Gábor
- Réczei Tamás
- Vékes Csaba[10]

## A 2012-es díjazottak
- Krusovszky Dénes

## A 2011-es díjazottak
- Kiss Noémi
- Szálinger Balázs[11]

## A 2010-es díjazottak
- Kiss Judit Ágnes
- Mikó Csaba
- Pass Andrea
- Szöllősi Mátyás[12]

## A 2009-es díjazottak
- Vinnai András
- Poós Zoltán
- Kiss Márton
- Bíró László
- Kaj Ádám János[13]

## A 2008-as díjazottak
- Benedek Szabolcs
- Gazdag Péter
- Maros András
- Maruszki Balázs[14]

## A 2006-os díjazotta k
- Almási-Tóth András
- Gazdag Péter
- Barátky György
- Pap Endre
- Nagy Gergely Miklós[15]

## A 2005-ös díjazottak
- Lackfi János

## A 2002-es díjazottak
- Grecsó Krisztián
- Németh Ákos

## A 2001-es díjazottak
- Bartis Attila

## A 2000-es díjazotta k
- Egressy Zoltán
- Király Kinga Júlia

## Az 1994-es díjazottak
- Kisgyörgy Réka[16]

## Az 1992-es díjazottak
- Kőrösi Zoltán[17]

## Az 1990-es díjazottak
- Ottlik Géza

## Ösztöndíjasok, év nélkül
- Balogh Robert
- Papp András
- Térey János